# Charaxes bipunctatus
Charaxes bipunctatus is een vlinder uit de familie van de Nymphalidae. De wetenschappelijke naam van de soort is voor het eerst geldig gepubliceerd in 1894 door Lionel Walter Rothschild.